# Bonan
Pour les articles homonymes, voir Bonan (homonymie).
Cet article concerne le peuple bonan. Pour la langue bonan, voir Bonan (langue).
Les Bonan (ou Bao'an) (chinois : 保安族 ; pinyin : Bǎo'ān zú) sont un groupe ethnique vivant dans les provinces du Gansu et du Qinghai en Chine du nord-ouest.

## Démographie
Ils comptent approximativement 16 000 personnes, et représentent le 7e plus petit groupe ethnique des 56 officiellement identifiés par la République populaire de Chine.

## Langue
Les Bonan parlent une langue altaïque liée au mongol et au dongxiang. Ils sont de manière prédominante musulmans. Ils sont censés descendre des soldats de musulmans mongols postés dans le Qinghai pendant les dynasties Yuan ou Ming.